# Тобіас Шелленберґ
Тобіас Шелленберґ (нім. Tobias Schellenberg, 17 листопада 1978) — німецький стрибун у воду.
Учасник Олімпійських Ігор 2004 року. Бронзовий медаліст Чемпіонату світу з водних видів спорту 2003 року в синхронних стрибках з триметрового трампліна, срібний медаліст 2005 року і бронзовий медаліст 2007 року.